# 7604 Kridsadaporn
7604 Kridsadaporn este un asteroid care intersectează orbita planetei Marte.

## Descriere
7604 Kridsadaporn este un asteroid care intersectează orbita planetei Marte. Asteroidul prezintă o orbită caracterizată de o semiaxă mare de 3,11 ua, o excentricitate de 0,57 și o înclinație de 20,5° în raport cu ecliptica.